# فول ممبرز کاپ
فول ممبرز کاپ (به انگلیسی: Full Members Cup) سری مسابقات فوتبال است که مابین سال‌های ۱۹۸۵ تا ۱۹۹۲ در کشور انگلیس برگزار می‌شده‌است.این مسابقات در سال‌های ۱۹۸۷ تا ۱۹۸۹ تحت حمایت شرکت سیمود و سال‌های ۱۹۸۹ تا ۱۹۹۲ تحت حمایت شرکت زنیت دیتا سیستم برگزار شده‌است.
این مسابقات با حضور تیم‌های دسته اول و دسته دوم انگلیس برگزار می‌شده اما با راه‌اندازی لیگ برتر انگلستان این مسابقات لغو شده‌است.

## تعداد تیم‌های حضور یافته
- ۸۶/۱۹۸۵: ۲۱ تیم از لیگ دسته اول – ۵ از (چلسی، کونتری سیتی، منچستر سیتی، آکسفورد یونایتد، وست‌برومویچ آلبیون) و ۱۶ تیم از لیگ دسته دوم
- ۸۷/۱۹۸۶: ۳۰ تیم – ۱۴ تیم از لیگ دسته اول و ۱۶ تیم از لیگ دسته دوم
- ۸۸/۱۹۸۷: ۴۰ تیم – ۱۷ تیم از لیگ دسته اول و ۲۳ تیم از لیگ دسته دوم
- ۸۹/۱۹۸۸: ۴۰ تیم – ۱۶ تیم از لیگ دسته اول و ۲۴ تیم از لیگ دسته دوم
- ۹۰/۱۹۸۹: ۳۷ تیم – ۱۳ تیم از لیگ دسته اول و ۲۴ تیم از لیگ دسته دوم
- ۹۱/۱۹۹۰: ۳۹ تیم – ۱۵ تیم از لیگ دسته اول و ۲۴ تیم از لیگ دسته دوم
- ۹۲/۱۹۹۱: ۴۱ تیم – ۱۸ تیم از لیگ دسته اول و ۲۳ تیم از لیگ دسته دوم

## فینال‌ها
- ۱۹۸۶: چلسی ۵ - منچسترسیتی ۴
- ۱۹۸۷: بلکبرن راورز ۱ - چارلتون اتلتیک ۰
- ۱۹۸۸: ریدینگ ۴ - لوتون تاون ۱
- ۱۹۸۹: ناتینگهام فارست ۴ - اورتون ۳ (وقت اضافه)
- ۱۹۹۰: چلسی ۱ - میدلزبورو ۰
- ۱۹۹۱: کریستال پالاس ۴ - اورتون ۱ (وقت اضافه)
- ۱۹۹۲: ناتینگهام فارست ۳ - ساوت‌همپتون ۲ (وقت اضافه)